# Марс атакує!
«Марс атакує» (англ. Mars Attacks!) — американська науково-фантастична комедія, сюжет якої створений на основі серії американських колекційних карток «Mars Attacks» 1962 року. Фільм розповідає про навалу прибульців з Марса на планету Земля. Дія відбувається у 1999—2000 років. Тім Бертон вирішив зняти цей фільм після виходу фільму «День незалежності».

## Загальні дані

Марсіани

У цьому фільмі є деякі відмінні риси від його трьох «попередників» («Війна світів», «Марс атакує Пуерто-Рико» (1938) і «Франкенштейн зустрічає монстра» (1965)): марсіани прилітають з миром на Землю, хоча через різноголосся культур починають війну. Прибульці порівняно відрізняються від марсіан з інших фільмів, хоч не вражають особливою красою: вони лисі та мають величезні мізки. Також вони використовують нову зброю-лазер, що спопеляє їхніх супротивників у скелет, хоча й самі до неї вразливі. До того ж вони набагато вразливіші до земної зброї (гинуть від 2—3 пістолетних куль).

## У ролях
- Джек Ніколсон — Президент США Джеймс Дейл / лас-вегаський торговець нерухомістю Арт Ленд
- Гленн Клоуз — дружина президента Марша Дейл
- Аннетт Бенінг — Барбара Ленд
- Пірс Броснан — Доналд Кейслер
- Денні Девіто — «Грубий» Гемблі, гравець казино
- Мартін Шорт — Джеррі Росс (секретар президента)
- Сара Джессіка Паркер — Наталі Лейк (ведуча шоу про марсіан)
- Майкл Джей Фокс — Джейсон Стоун, ТБ-репортер
- Род Стайгер — Генерал Декер (власник казино у Лас-Вегасі)
- Том Джонс — грає сам себе
- Джим Браун — Байрон Вільямс (працівник казино, колишній боксер)
- Наталі Портман — Таффі Дейл (донька президента)
- Лукас Хаас — Річчі Норріс (хлопець-працівник пончикової кафетерії)
- Джек Блек — Біллі-Глен Норріс
- Ліза Мері — марсіанин, замаскований під жінку
- Пам Грієр — Луіза Вільямс (водій міського автобуса «Монтана»)І
- Пол Вінфілд — Генерал Кейсі[5]
- Крістіна Епплгейт — Шарона
- Віллі Гарсон — хлопець